# 2018 في السكك الحديدية
تهتم هذا المقالة بسرد الأحداث المتعلقة بالنقل بالسكك الحديدية والتي حدثت في عام 2018.

## الأحداث

### يناير
- جنوب أفريقيا 4 يناير- حادث تحطم قطار هينينمان- كرونستاند.
- الولايات المتحدة 13 يناير- تم الإعلان عن افتتاح المرحلة الأولى في جنوب فلوريدا لسكك حديد عالية السرعة في ولاية فلوريدا.[1]
- إيطاليا 25 يناير- خروج قطار بيولتيلو عن مساره مما أسفر عن مقتل ما لا يقل عن 3 أشخاص وإصابة أكثر من 100 شخص بجروح نتيجة انحراف قطار بالقرب من مدينة ميلانو الإيطالية.[2][3][4]
- الولايات المتحدة 31 يناير- حادث قطار كروزيت، فيرجينيا.
- إسبانيا والمملكة المتحدة- تم الكشف عن أول وحدة من فئة 331 من طراز الاتحاد الأوروبي (EM1) التابعة لمصنع سي إيه إف في سرقسطة.[5]

### فبراير
- الولايات المتحدة 4 فبراير- اصطدام قطار ركاب تابع لشركة أمتراك بقطار شحن في كيسي بولاية كارولاينا الجنوبية مما تسبب في خروج القطارين عن مساره ومقتل شخصان.[6]
- الصين 23 فبراير- أعلنت هيئة السكك الحديدية الصينية أن ما يقرب من 12.2 مليون راكب قد استخدموا القطارات في يوم الخميس 22 فبراير 2018، مسجلين بذلك رقما قياسيا جديدا للخدمات بعد عطلة عيد الربيع وهو الوقت الأكثر إزدحاما طوال العام.[7]

### مارس
- الولايات المتحدة 13 مارس- أعلنت الحكومة نقلا عن هيئة البنية التحتية لمؤسسة برودمور، المشغل لسكة حديد مانيتو وبايك بيك أن السكك الحديدة ستبقى مغلقة عام 2018 أيضا وربما لا يمكن إعادة فتحها مرة أخرى.[8][9]
- الولايات المتحدة 16 مارس- افتتاح ملحق خط لينكس بلو في تشارلوت بولاية كارولاينا الشمالية.[10]
- اليابان 16 مارس- الجولة الأخيرة لسلاسل أوداكيو، جي أر وطوكيو بعد قطع مسافة 64.3 كم.
- اليابان 21 مارس- الجولة الأخيرة من سلسسلة جي أر الشرقية في منطقة تاكاساكي.

### أبريل
- المملكة المتحدة وهولندا 4 أبريل- الإعلان عن خط سكك حديد تابع لإيروستار بين مدينتي لندن وأمستردام.[11]

### مايو
- ماليزيا 1 مايو- افتتاح محطة كي تي إم.
- المملكة المتحدة 9 مايو- إعادة افتتاح محطة لندن بريدج.[12][13][14][15]
- الولايات المتحدة 26 مايو- افتتاح خط إي بارت لقطاع النقل السريع لمنطقة الخليج.[16][17][18][19]

### يونيو
- الولايات المتحدة 16 يونيو- خط سكك حديدية بين نيو هيفن، كونيتيكت، سبرينغفيلد، ماساتشوستس عبر هارتفورد، كونيتيكت.[20]
- المملكة المتحدة 24 يونيو- تولي شركة سكك حديد لندن الشمالية الشرقية إدارة خطوك إنترسيتي وقطارات فيرجين.[21]

### يوليو
- تركيا 8 يوليو- خروج قطار جورلو عن القضبان مما تسبب في مقتل 24 شخصا.
- هولندا 21 يوليو- بدء تشغيل طريق مترو أمستردام رقم 52.
- الولايات المتحدة 30 يوليو- افتتاح امتداد الخط الثاني لسكك حديد بونيشيا، فلوريدا.[6]

### أغسطس
- 1 أغسطس
  -  أندونيسيا- افتتاح برنامج باليمبانج للقطارات الخفيفة السريعة، أول نظام للسكك الحديدية الخفيفة في أندونيسيا.
  -  روسيا- اعتماد السكك الحديدية الروسية على الوقت المحلي بدلا من توقيت موسكو.
- الدنمارك 25 أغسطس- افتتاح آرهوس ليتبان ملحق جنوب لأودر.

### سبتمبر
- هولندا 20 سبتمبر- حادث قطار أوس.[22][23]
- اسرائيل 25 سبتمبر- افتتاح خط سكك حديد تل أبيب- القدس بسرعة تصل إلى 160 كم\ساعة.[24]

### أكتوبر
- سويسرا 7 أكتوبر- قطار أبنزل، إعادة فتح خط سكة حديد جالن - تروجن لحركة الركاب العامة بعد استبدال لمدة ستة أشهر لقسم الحامل من نفق راكهالدي.[25][26]
- المملكة العربية السعودية 11 أكتوبر- افتتاح محطة الحرمين للسكك الحديدية عالية السرعة.
- المملكة المتحدة 14 أكتوبر- تولي كيلوس تشغيل قطارات بوردرز من أريفا تراينز ويلز.[27]
- الهند 19 أكتوبر- حادث قطار أمريتسار، قطار سكك حديدية هندي يصطدم بحشد يشارك في مهرجان في أمريتسار، مما أسفر عن مقتل 59 شخصًا على الأقل.[28]
- تايوان 21 أكتوبر- حادث قطار ييلان، حيث خرج قطار في مقاطعة ييلان بتايوان عن مساره مما أسفر عن مقتل 18 شخصا على الأقل.[29]

### نوفمبر
- الولايات المتحدة 2 نوفمبر- افتتاح ذا هوب.[30]
- إيطاليا 7 نوفمبر- بدأت ميرستاليا عمليات الشحن عالية السرعة الأولى على الإطلاق (تصل السرعة القصوى إلى 300 كم\ساعة بينما يصل متوسط السرعة إلى 180 كم\ساعة).[31]
- الولايات المتحدة 9 نوفمبر - افتتاح محطة ال باسو.[6]
- اليابان 11 نوفمبر- الجولة الأخيرة من سلسلة طوكيو مترو 6000.
- المغرب 15 نوفمبر- افتتاح خط البراق- طنجة للسكك الحديدية عالية السرعة.
- الولايات المتحدة 16 نوفمبر:
  - بدء استخدام عربة ديلمار في سانت لويس ويونيفرسيتي سيتي.[32]
  - أعلنت برايت لاين تغيير اسمها إلى قطارات فيرجن.[33][34]

### ديسمبر
- المملكة المتحدة ديسمبر رفض إتش إس 4 رسميا من قبل الحكومة.
- الهند 2 ديسمبر- افتتاح جسر بوغيبيل مع مرور أول قطار للشحن (رسميًا 25 ديسمبر).[35]
- 9 ديسمبر -
  -  روسيا- إدخال قطار إي إس تو جي سيمينس السريع في خط سانت بطرسبرغ- توسنو بسرعات تصل إلى 140 كم\ساعة.
  -  إستونيا- الجولة الأخيرة من قطار تالين- بارنو.
  -  تركيا 13 ديسمبر- تصادم قطار أنقرة: تحطم قطار فائق السرعة في محطة سكة حديد مارشانديز في أنقرة مما أسفر عن مقتل تسعة أشخاص على الأقل وإصابة العشرات.[36]
  -  الولايات المتحدة 14 ديسمبر- افتتاح محطة أوكلاهوما سيتي في أوكلاهوما سيتي، أوكلاهوما.[37]
- الصين 26 ديسمبر- افتتاح خط سكة حديد جينان تشينغداو فائق السرعة، سكة حديد تشينغداو- يانتشنغ، سكة حديد هوايهوا - هينجيانج، خط مترو شيان 4، خط مترو تشينغداو 13، خط مترو شمال تشنغدو 3، خط ترام سونغجيانغ تي 2.

## أحداث تواريخ غير معروفة
- كرواتيا- من المتوقع الانتهاء من أول خط سكة حديد جديد في كرواتيا خلال 50 سنة، يبدأ من غراديك إلى سفيتي إيفان شابونو.[38]

## الحوادث
- 4 مارس - السير وليام ماك ألباين، البارون 6، رجل أعمال بريطاني وعاشق للسكك الحديدية (مواليد 1936).

## وصلات خارجية
- مؤتمر السكك الحديدية عام 2018